# Dinero en Gestación
Dinero en Gestación (título original en inglés StartUp) es una serie dramática de televisión en streaming estadounidense creada por Ben Ketai que se estrenó el 6 de septiembre de 2016 en Crackle. La serie está protagonizada por Adam Brody, Edi Gathegi, Otmara Marrero, Martin Freeman, Ron Perlman, Addison Timlin y Mira Sorvino. El 15 de noviembre de 2017, la serie se renovó para una tercera temporada que se lanzó el 1 de noviembre de 2018. El 4 de mayo de 2021, el programa estuvo disponible en Netflix.
Dinero en Gestación se basa en "el surgimiento de GenCoin, una idea tecnológica brillante pero controvertida centrada en la moneda digital, una idea que es incubada en el lado equivocado de las pistas por tres extraños que no necesariamente encajan en el molde de los empresarios tecnológicos y un agente corrupto del FBI que hará todo lo posible para acabar con ellos".

## Reparto y personajes

### Principales
- Adam Brody como Nick Talman
- Edi Gathegi como Ronald Dacey
- Otmara Marrero como Izzy Morales
- Martin Freeman como Phil Rask (temporadas 1 y 2)
- Ron Perlman como Wes Chandler (temporadas 2 y 3)
- Addison Timlin como Mara Chandler (temporadas 2 y 3)
- Mira Sorvino como Rebecca Stroud (temporada 3)

### Secundarios
- Ashley Hinshaw como Taylor (temporada 1)
- Tony Plana como Mr. Morales, padre de Izzy
- Jared Wofford como Frantz (temporadas 1 y 3)
- Jenny Gago como Marta Morales (temporadas 1 y 2), madre de Izzy
- Kristen Ariza como Tamara Dacey, esposa de Ronald
- Kelvin Harrison Jr. como Touie Dacey (temporadas 1 y 2), hijo de Ronald
- Génesis Castro Díaz como Elsie Dacey, hija de Ronald
- Jocelin Donahue como Maddie Pierce (temporada 1)
- Wayne Knight como Benny Blush (temporada 1)
- Aaron Yoo como Alex Bell (temporadas 1 y 2)
- Vera Cherny como Vera (temporadas 1 y 2)
- Joshua Leonard como  Rance (temporada 2)
- Reina Hardesty como Stella Namura (temporadas 2 y 3)
- Tyler Labine como Martin Saginaw (temporada 3)
- Zachary Knighton como Tucker Saginaw (temporadas 3)
- Allison Dunbar como Kelly (temporada 3)
- Michael McKiddy como Nico Wexler (temporadas 1 y 2)

## Episodios
| Temporada | Temporada | Episodios | Episodios | Lanzamiento original     | Lanzamiento original     |
| --------- | --------- | --------- | --------- | ------------------------ | ------------------------ |
|           | 1         | 10        | 10        | 6 de septiembre de 2016  | 6 de septiembre de 2016  |
|           | 2         | 10        | 10        | 28 de septiembre de 2017 | 28 de septiembre de 2017 |
|           | 3         | 10        | 10        | 1º de noviembre de 2018  | 1º de noviembre de 2018  |

## Producción

### Desarrollo
El 27 de enero de 2016, Crackle anunció que le había dado a la producción un pedido de serie para una primera temporada que constaba de diez episodios. Se informó que los productores ejecutivos incluirían a Ben Ketai, Tom Forman, Andrew Marcus, Ray Ricord, Gianni Nunnari y Shannon Gaulding. También se esperaba que Ketai se desempeñara como guionista y director de la serie. Se anunció que los productores incluirían a Adam Brody y Anne Clements. Las compañías de producción involucradas en la serie incluyen Critical Content y Hollywood Gang Productions. El 13 de enero de 2017, Crackle anunció que habían renovado la serie para una segunda temporada. El 15 de noviembre de 2017, Crackle renovó oficialmente la serie para una tercera temporada. El 27 de agosto de 2018, se anunció que la tercera temporada se estrenaría el 1 de noviembre de 2018.

### Elenco
Simultáneamente, junto con el anuncio del pedido inicial de la serie, se confirmó que la serie estaría protagonizada por Martin Freeman, Adam Brody, Edi Gathegi y Otmara Marrero. Ese mismo día, se informó que Jocelin Donahue había sido elegido para un papel recurrente. El 17 de marzo de 2016, Ashley Hinshaw se unió al programa en un papel protagónico. El 19 de abril de 2017, se anunció que Ron Perlman y Addison Timlin se habían unido al elenco principal de la serie. El 14 de enero de 2018, se informó que Mira Sorvino aparecería en la tercera temporada en un papel de estrella invitada. El 7 de febrero de 2018, se anunció que Allison Dunbar se unió a la serie en papel recurrente. El programa fue elegido por Bonnie Wu, Dylann Brander, Erica Johnson y Aaron Griffith.

### Filmación
La filmación de la primera temporada comenzó durante la semana del 25 de enero de 2016 en San Juan, Puerto Rico.

## Sinopsis
El agente corrupto del FBI Phil Rask (Martin Freeman) se especializa en delitos financieros. Rask se cruza en el camino de Nick Talman (Adam Brody), un hombre de negocios que tiene su base en Miami. Nick mantiene una relación complicada con su padre, un hombre rico e irresponsable que es el verdadero blanco del FBI. Cuando su padre desaparece, Nick se encuentra con dinero cuyo origen es dudoso y decide invertirlo en una start-up, la cual fue fundada por Izzy Morales (Otmara Marrero) y Alex Bell (Aaron Yoo), un genio que quiere cambiar el mundo. Nick se ve involucraddo con Edi Gathegi (Ronald Dacey), el segundo al mando de una banda local haitiana.

## Lanzamiento

### Marketing
El 27 de julio de 2016, Crackle lanzó el primer tráiler oficial de la serie. El 7 de agosto de 2017, Crackle lanzó un avance de la segunda temporada. El 7 de agosto de 2018, Crackle lanzó un avance de la tercera temporada.
La serie comenzó a transmitirse en Netflix el 4 de mayo de 2021. Desde su lanzamiento en Netflix, el programa se ganó un lugar en el Top 10 de Netflix.  Esto generó rumores sobre si habría o no una cuarta temporada, con especulaciones de que Netflix podría recogerlo para filmar la próxima temporada.

### Estreno
El 21 de septiembre de 2018, la serie tuvo el estreno mundial de su tercera temporada durante el segundo Festival de cine de Tribeca en la ciudad de Nueva York. Después de una proyección, se llevó a cabo una conversación con miembros del elenco y el equipo, incluido el director Ben Ketai y los actores Edi Gathegi, Ron Perlman, Adam Brody y Otmara Marrero.

## Recepción
La serie ha recibido críticas mixtas de los críticos. En el sitio web de agregación de reseñas Rotten Tomatoes, la temporada 1 tiene un índice de aprobación promedio del 36% según las reseñas de 14 críticos. Metacritic, que utiliza un promedio ponderado, asignó a la serie una puntuación de 52 sobre 100 basándose en 14 reseñas, lo que indica "reseñas mixtas o promedio".